# Do-Up
Музыкальная группа DO-UP (ДУ-АП) — концертирующий коллектив из Екатеринбурга, созданный в 2006 году. Музыканты зарекомендовали себя на большой сцене (совместные выступления с De Phazz, Touch & Go, Red Snapper и др.) и в радиоэфире. Стиль — Джаз, Disco Funk, Funk, Lounge, R&B. Но сами музыканты считают, что главное, «чтобы в музыке был ду-ап, грув и настроение».

## История
- Музыкальная группа DO-UP появилась в 2006 году в Екатеринбурге. Благодаря вкусному музыкальному коктейлю из таких стилей, как джаз, лаунж, диско фанк, приправленных электронным звучанием и ярким вокалом, коллектив быстро набирает обороты. DO-UP становится частым гостем на разного рода светских событиях и презентациях, таких как «Ночь пожирателей рекламы». Музыканты выступают на мероприятиях Martini, Sonya Rykiel, Mercedes Benz, BMW, Porsche, Audi, Jaguar. В 2007 музыка группы впервые звучит на радио. А позже поступает предложение о создании собственной радиопрограммы на одной из радиостанций Екатеринбурга. В 2008 году важными моментами в биографии стали совместные выступления с коллегами из Европы: «De Phazz» и «Touch & Go». В июле 2008 выступление DO-UP открывает международный фестиваль «Стереолето», где музыканты выступили на одной сцене с «Red Snapper». За годы творческих поисков состав музыкантов дважды претерпел изменения: первый раз — в 2006 году, а второй раз — в 2009, что, по мнению основателя группы Шукурова Вадима, пошло только на пользу коллективу. В 2010, набрав новых музыкантов, DO-UP выходит на новый качественный уровень. Всё чаще музыканты выступают на разогреве российских и зарубежных звёзд шоу-бизнеса, среди которых «UMA2RMAN», «Лариса Долина», «Ace Of Base» и другие. Группу начинают приглашать на крупные официальные мероприятия, саммиты, международные выставки, на одной из которых DO-UP слушал сам Дмитрий Медведев.

## Интересные факты
- Лидер группы Do-Up Вадим Шукуров играет на флейте. Имеет высшее музыкально образование (Уральская государственная консерватория). Является Международным лауреатом многочисленных музыкальных Премий.
- Музыкальное вдохновение Вадим Шукуров получает, когда находится в душе.
- Группа является автором известного хита «Hey Boy».
- Многие композиции группы используются в рекламе, фильмах, а также в сетах DJ, работающих на презентациях.
- Группа Do-Up имеет свою радиопередачу на радио «СК» — «Do-Up Time».

## Название группы
Сами музыканты не раскрывают тайну названия своей группы. Однажды, группа Do-Up совместно с порталом E1 провела конкурс на лучшую расшифровку названия. Победителей было двое — мужчина и женщина, которые предложили самые интересные варианты.
Наталия Солдатова:
Так как один из переводов DO UP на языке сленга имеет смысл «принимать наркотики», то допустив некоторые вольности перевода, оставив смысловую нагрузку и добавив фантазии, может родиться что-то похожее на «УНЕСЁННЫЕ МУЗЫКОЙ»… А что? По-моему, очень похоже на DO UP :) Позитивно!
Алексей Лоншаков:
1. Совершить невероятное, выше своих возможностей; 2. Исполнение высшей пробы, высшего качества — зажечь публику; 3. Делать вновь: лучшее выступление — это выступление как в первый раз, нет никакого автоматизма, всё вживую и с душой, с неизведанными эмоциями, которые могут быть ощутимы только в первый раз!

## Do-Up Time
«Do-Up Time» — радиопередача, автором которой является российская группа Do-Up. Передача впервые вышла в 2007 году на радио «СК» 90,2 FM (Екатеринбург) и находится в ротации по сей день. В 2009 году в честь двухлетия «Do-Up Time», промоутеры программы решили расширить эфир. Теперь радиопрограмма выходит на радио «E1.ru» (Пермь).
Структура программы — это непрерывный музыкальный микс и различные шумы природы и города. Уникальность данной передачи заключается в том, что её не записывают в студии. Запись ведется в ночных клубах, отелях, кафе и ресторанах во время живого выступления музыканта и DJ.

### Гостевые миксы в передаче
В передаче используются музыкальные миксы не только от группы «Do-Up», но и других музыкантов и DJ. Например, впервые в радиоэфире прозвучал дебютный альбом Pat Appleton — вокалистки легендарной лаунж группы De Phazz. Также впервые звучала музыка японских джазменов Sleep Walker, которые специально прислали свой альбом группе «Do-Up». Кроме того, в эфире передачи можно было услышать миксы следующих DJ и музыкантов: Dj Paris (Мск, Россия), Dj Roman Kastorsky (Ростов, Россия), Panda Electronics (Ростов, Россия), Pocket Orchestra (Алма-ата, Казахстан)
Dj LeeLoo (Екб, Россия), Владимир Бегунов (Екб, Россия), Dj Wide (Екб, Россия), Dj SL (Екб, Россия), Dj Vasya Tonic (Екб, Россия), Neonjazz (Екб, Россия).

### СМИ о Do-Up Time
Что такое «Do-Up»?

Вадим Шукуров, один из создателей группы «Do-Up» и продюсер программы «Do-Up Time»:
На Радио СК наша программа стоит несколько особняком. <…>
Цель проекта «Do-Up Time» — привлечь к эфиру Радио СК ту часть слушателей, для которой настоящая музыка и искусство в целом являются важной частью жизни. К сожалению, радиостанции нередко этих людей попросту игнорируют. <…>
В программе «Do-Up Time» на Радио СК мы ставим как свою музыку, так и музыку наших коллег — музыкантов и диджеев. Любой, чьё творчество укладывается в концепцию программы, может стать героем следующего выпуска. Пусть музыкальные критики спорят, что мы несём слушателю: lounge, acid-jazz, R’n’B, disco или funk. А мы просто делаем то, что нам нравится. Газета «Студик». № 11. Ноябрь 2008

## СМИ о Do-Up
Жизнь в стиле DO-UP
На вопрос о том, чего не хватает сегодняшней музыке, отвечают не задумываясь: «Гармонии!» А затем, добавляя, раскрывают секрет идеального шоу, а возможно, и идеального шоу-бизнеса: «Есть группы, которые занимаются только авторским материалом, и Do-Up — это именно такая группа. А есть музыканты, работающие только на толпу. Что толпа просит, то они и производят, будь то пошлость или грязь. Они работают на массу. Задача же творческих коллективов, на наш взгляд, не работать на публику все время, трусы о голову рвать, потому что кому-то это кажется фееричным. Но, с другой стороны, группа не должна углубляться, уходить в себя и писать исключительно для узкого круга слушателей. Здесь все должно быть гармонично. И если мы чувствуем, что придумали качественное шоу, которое идеально вписывается в наше настроение здесь и сейчас и являет собой идеальную компиляцию с нашими новыми композициями, то мы идем и выступаем».<…>
«Если бы мы не жили культурой регги, если бы не изучали всю эту философию, то наши музыкальные темы никогда бы не рождались так легко». И действительно, эти люди, даже создавая тексты песен на патуа — креольском диалекте ямайского языка (смесь английского, индийского, голландского и туземных наречий. — Прим. ред.). не то что понимают, о чём поют, но и углубляются в философию каждого слова. Слова же рождают смысл. Смысл, весь цимес которого — отсутствие агрессии. Екатеринбургский глянцевый журнал «Epmire». № 9. Сентябрь 2008

### Бывшие участники
Состав музыкантов дважды претерпел изменения.
В 2006 году группу покинули:
- Надежда Оборок — вокал
- Алексей Захаров — саксофон
- Андрей Алексеев — ударные
- Станислав Ситников — клавишные

Осенью 2009 года состав группы вновь частично изменился, группу покинули:
- Александр Омельченко — вокал
- Александр Богомолов — клавишные
- Евгений Тимшин — бас-гитара
- Игнат Кравцов — ударные

## Треки
- Street Lights
- Favorite Song
- Hey Boy
- Last Dance

### Дискография
- 2008 — «Do-Up 2008» (недоступная ссылка)
- 2009 — «Do-Up Time 2 года»

## СМИ о Do-Up
- 2 года группе  (недоступная ссылка с 10-08-2013 [4235 дней])
- Do-Up выйдет на сцену в последний раз (недоступная ссылка)
- День рождения группы
- О группе Do-Up Уральский Рабочий (недоступная ссылка)
- Квадратный Do-Up  (недоступная ссылка с 10-08-2013 [4235 дней] — история, копия)
- Do-Up на Областном ТВ
- Do-Up на «Утренний экспресс» (Телеканал «4 канал»)
- «Do-Up» в передаче «Истории в деталях» (Телеканал СТС)

### Видео группы Do-Up
- You Don’t (Выступление в Тинькофф)
- Be Free (Выступление в Тинькофф)
- Baby Steps (Клип на MTV)
- Do-Up — Funky (клип на MTV)